# Trophée Jean Béliveau
Trophée Jean Béliveau (ang. Jean Béliveau Trophy) – nagroda przyznawana najskuteczniejszemu zawodnikowi w punktacji kanadyjskiej w sezonie zasadniczym kanadyjskiej ligi juniorskiej w hokeju na lodzie QMJHL. Nagroda została nazwana od Jeana Béliveau. Nagrodę przyznano po raz pierwszy w sezonie 1969-1970. 

## Lista nagrodzonych
- 2016–2017: Witalij Abramow, Gatineau Olympiques (104)
- 2015–2016: Conor Garland, Moncton Wildcats (129)
- 2014–2015: Conor Garland, Moncton Wildcats (129)
- 2013–2014: Anthony Mantha, Val-d’Or Foreurs (120)
- 2012–2013: Ben Duffy, P.E.I. Rocket (110)
- 2011–2012: Yanni Gourde, Victoriaville Tigres (124)
- 2010–2011: Philip-Michaël Devos, Victoriaville Tigres / Gatineau Olympiques (114)
- 2009–2010: Sean Couturier, Voltigeurs de Drummondville (96)
- 2008–2009: Yannick Riendeau, Voltigeurs de Drummondville (126)
- 2007–2008: Mathieu Perreault, Acadie-Bathurst Titan (114)
- 2006–2007: François Bouchard, Drakkar de Baie-Comeau (125)
- 2005–2006: Aleksandr Radułow, Quebec Remparts (152)
- 2004–2005: Sidney Crosby, Rimouski Océanic (168)
- 2003–2004: Sidney Crosby, Rimouski Océanic (135)
- 2002–2003: Joël Perrault, Baie-Comeau Drakkar (116)
- 2001–2002: Pierre-Marc Bouchard, Chicoutimi Saguenéens (140)
- 2000–2001: Simon Gamache, Val-d’Or Foreurs (184)
- 1999–2000: Brad Richards, Rimouski Océanic (186)
- 1998–1999: Mike Ribeiro, Rouyn-Noranda Huskies (167)
- 1997–1998: Ramzi Abid, Chicoutimi Saguenéens (135)
- 1996–1997: Pavel Rosa, Hull Olympiques (152)
- 1995–1996: Daniel Brière, Drummondville Voltigeurs (163)
- 1994–1995: Patrick Carrigan, Shawinigan Cataractes (137)
- 1993–1994: Yanick Dubé, Laval Titan (141)
- 1992–1993: René Corbet, Drummondville Voltigeurs (148)
- 1991–1992: Patrick Poulin, Saint-Hyacinthe Lasers (138)
- 1990–1991: Yannic Perreault, Trois-Rivières Draveurs (185)
- 1989–1990: Patrick Lebeau, Victoriaville Tigres (174)
- 1988–1989: Stéphane Morin, Chicoutimi Saguenéens (186)
- 1987–1988: Patrice Lefebvre, Shawinigan Cataractes (200)
- 1986–1987: Marc Fortier, Chicoutimi Saguenéens (201)
- 1985–1986: Guy Rouleau, Longueuil Chevaliers (191)
- 1984–1985: Guy Rouleau, Longueuil Chevaliers (163)
- 1983–1984: Mario Lemieux, Laval Voisins (282)
- 1982–1983: Pat LaFontaine, Verdun Junior Canadiens (234)
- 1981–1982: Claude Verret, Trois-Rivières Draveurs (162)
- 1980–1981: Dale Hawerchuk, Cornwall Royals (183)
- 1979–1980: Jean-François Sauvé, Trois-Rivières Draveurs (187)
- 1978–1979: Jean-François Sauvé, Trois-Rivierès Draveurs (176)
- 1977–1978: Ron Carter, Sherbrooke Castors (174)
- 1976–1977: Jean Savard, Quebec Remparts (180)
- 1975–1976: Sylvain Locas, Chicoutimi Saguenéens; Richard Dalpé, Trois-Rivières Draveurs (160)
- 1974–1975: Normand Dupont, Montreal Junior Canadiens (158)
- 1973–1974: Pierre Larouche, Sorel Eperviers (251)
- 1972–1973: André Savard, Quebec Remparts (151)
- 1971–1972: Jacques Richard, Quebec Remparts (160)
- 1970–1971: Guy Lafleur, Quebec Remparts (209)
- 1969–1970: Luc Simard, Trois-Rivières Ducs (174)